# Lãnh thổ da trắng

Bản đồ Volkstaat - một lãnh địa dành riêng cho người da trắng ở Nam Phi

Lãnh thổ Tây Bắc dành cho người da trắng ở Hoa Kỳ

Lãnh thổ da trắng (White ethnostate) hay lãnh địa da trắng hay Nhà nước da trắng/Quốc gia da trắng/Tiểu bang da trắng  trắng là một khu vực bang/tiểu bang/nhà nước/lãnh thổ được đề xuất thiết lập, nơi mà những người cư trú tại đó hoặc quyền công dân của lãnh thổ này sẽ chỉ giới hạn dành cho người da trắng và những người còn lại không phải người da trắng như người da đen, người châu Á, người Do Thái, người Trung Đông, người Bắc Phi và người gốc Tây Ban Nha sẽ bị loại khỏi quyền công dân. Những nỗ lực trong lịch sử nhằm thiết lập một vùng lãnh thổ quốc gia dân tộc của người da trắng bao gồm ở Nam Phi vào thời kỳ Apartheid nơi mà người dân da đen bị đẩy vào các biệt khu Bantustan thông qua nhiều cách thức thủ đoạn khác nhau, bao gồm việc trục xuất và phân biệt chủng tộc, với mục đích thành lập các quốc gia riêng biệt sau khi được thanh lọc sắc tộc cục bộ trong khu vực, trong đó khu vực lớn nhất sẽ chuyển sang lãnh thổ của người da trắng.
Trong Vùng văn hóa tiếng Anh (Anglosphere) thì người bản địa ở các quốc gia tương ứng của họ cũng sẽ bị loại khỏi quyền công dân, chẳng hạn như người da đỏ bản địa của Hoa Kỳ, Canada, Úc và New Zealand. Tại Hoa Kỳ, những đề xuất thành lập một nhà nước như vậy được đưa ra từ các phe phái theo chủ nghĩa Da trắng thượng đẳng và Chủ nghĩa dân tộc da trắng như Ku Klux Klan và Tân Quốc xã (Neo-Nazis). Một số phe phái này cho rằng một phần nhất định của đất nước nên có đa số là người da trắng và các phe phái khác cho rằng toàn bộ đất nước nên có đa số là người da trắng. Hầu hết các phong trào sắc tộc da trắng đều hình dung ra một nhà nước sẽ chỉ có người theo đạo Tin lành Anglo-Saxon da trắng và/hoặc những người gốc Bắc Âu được sinh sống tại nơi đây.

## Thiết lập
Trong lịch sử cũng như thời hiện đại thì ở vùng Tây Bắc Hoa Kỳ (Bang Washington, Oregon, Idaho và một phần của Montana) đã được nhiều người theo chủ nghĩa người da trắng thượng đẳng đề xuất làm địa điểm thành lập một quốc gia dân tộc da trắng. Sứ mệnh Lãnh thổ Tây Bắc này được quảng bá nhiệt thành từ các nhân vật như Richard Girnt Butler, Robert Miles, Robert Jay Mathews, David Lane và Harold Covington, cùng với tổ chức khủng bố người da trắng thượng đẳng The Order, tổ chức Neo-Nazi, Christian Identity, Nhà nước Aryan, nhóm đầu trọc quyền lực da trắng Volksfront và Mặt trận Tây Bắc, cùng những nhóm khác. Lãnh thổ Tây Bắc cũng có sự chồng chéo lỏng lẻo với Phong trào độc lập Cascadia khi cũng tìm cách tạo ra một nước cộng hòa độc lập giữa Tây Bắc và các vùng của Bắc California ở Hoa Kỳ và British Columbia ở Canada.
Một số người có tư tưởng cực hữu sử dụng cụm từ American Redoubt để mô tả một cuộc di cư tương tự đến Tây Bắc Hoa Kỳ. Các khu vực khác đã được một số nhóm nhất định coi là địa điểm cho một quốc gia dân tộc da trắng tiềm năng, đáng chú ý nhất là miền Nam Hoa Kỳ đã được đề xuất là một quốc gia dân tộc da trắng từ những "Người theo chủ nghĩa dân tộc miền Nam" tự xưng Liên đoàn các quốc gia dân tộc da trắng miền Nam (LS), do lịch sử chủ nghĩa ly khai của khu vực và do khu vực này từng là một quốc gia độc lập được gọi là Liên minh miền Nam Hoa Kỳ (1861–1865) Ngược lại, Ozarks từng là "điểm nóng" của những người theo phong trào Bản sắc Cơ đốc giáo, bao gồm Giáo hội Israel và nhiều thành viên khác nhau của phong trào Ái quốc Cơ đốc giáo, những người đã thành lập các trại huấn luyện bán quân sự để chuẩn bị cho trận Armageddon sắp tới.
Từ 1901 đến 1973, Nước Úc duy trì một loạt chính sách, gọi chung là Chính sách nước Úc trắng (White Australia policy) nhằm tích cực hạn chế việc nhập cư của những người di cư không phải da trắng. Chính sách này bắt nguồn sau khi Úc thông qua Đạo luật hạn chế nhập cư 1901 nhằm cấm những người không phải người châu Âu di cư vào nước này. Những chính sách này dần dần bị bãi bỏ trong những năm sau đó, và Đạo luật hạn chế nhập cư 1901 bị bãi bỏ vào năm 1958 và được thay thế bằng Đạo luật di cư 1958. Chính sách Nước Úc trắng chấm dứt triệt để vào năm 1973, sau khi chính phủ Whitlam thông qua đạo luật coi việc lựa chọn người di cư trên cơ sở chủng tộc là bất hợp pháp.
Tương tự như Chính sách của người Úc da trắng thì "Chính sách của người da trắng New Zealand" ("White New Zealand Policy") bao gồm luật cấm người châu Á và những người không phải người châu Âu nhập cư vào nước này. Sau Thế chiến thứ hai, một bản ghi nhớ do Bộ Ngoại giao New Zealand công bố năm 1953 đã mô tả mục đích của chính sách này một cách rõ ràng hơn. Luật pháp không được nới lỏng cho đến những năm 1970 và 1980. Bộ Văn hóa và Di sản New Zealand đã mô tả chính sách này như sau: "Việc nhập cư của chúng tôi dựa trên nguyên tắc rằng chúng tôi đang và có ý định duy trì là một quốc gia phát triển của châu Âu. Đó chắc chắn là sự phân biệt đối xử đối với người châu Á - thực tế là đối với tất cả những người không thuộc châu Âu hoàn toàn thuộc chủng tộc và màu da châu Âu. Trong khi chúng tôi đã làm nhiều việc để khuyến khích nhập cư từ châu Âu, chúng tôi làm mọi cách để ngăn cản dòng người nhập cư từ châu Á".
Ở Nam Phi, sau khi chế độ Apartheid chấm dứt thì một số tổ chức dân tộc chủ nghĩa Afrikaner, bao gồm Afrikaner Weerstandsbeweging bắt đầu thúc đẩy ý tưởng về một Volkstaat sẽ được thành lập ở khu vực Miền Tây Hảo Vọng. Vào tháng 1 năm 2010, Beeld, một tờ báo tiếng Nam Phi, đã tổ chức một cuộc khảo sát trực tuyến. Trong số 11.019 người được hỏi, có 56% (6.178 người) cho biết họ sẽ chuyển đến Volkstaat nếu khu vực này được thiết lập, hơn 17% (1.908 người) cho biết họ sẽ cân nhắc việc chuyển đến nó và 27% (2.933 người) cho biết họ sẽ không xem xét đến việc chuyển sang đó cư trú vì họ không tin rằng đó là một lựa chọn khả thi. Vào tháng 11 năm 1965, Thủ tướng Nam Rhodesia Ian Smith tuyên bố nền độc lập của Nam Rhodesia trong nỗ lực bảo tồn văn hóa da trắng bằng cách ngăn chặn người châu Phi da đen cai trị đất nước.